# Секси чудовище
„Секси чудовище“ (на английски: Sexy Beast) е британски филм от 2000 година, криминална комедия на режисьора Джонатан Глейзър по сценарий на Луис Мелис и Дейвид Синто.
В центъра на сюжета е британският престъпник Гал Доув, който се е оттеглил от бизнеса и живее спокойно във вила в Испания. При него пристига ексцентричен и агресивен негов колега, който трябва да го убеди да се включи в сложен обир, но е убит от съпругата на Гал, който трябва да се включи в обира, за да се опита да прикрие убийството. Главните роли се изпълняват от Рей Уинстън, Бен Кингсли и Иън Макшейн.
За ролята си в „Секси чудовище“ Бен Кингсли е номиниран за „Оскар“ за най-добра поддържаща мъжка роля.